# Lista gmin w stanie Sinaloa

Lokalizacja stanu Sinaloa na mapie Meksyku

Gminy stanu Sinaloa oznaczone kodami Meksykańskiego Instytutu Statystycznego

Meksykański stan Sinaloa podzielony jest na 18 gmin (hiszp. municipios).
| INEGI (kod statystyczny) | Nazwa gminy       | Siedziba władz   | Liczba ludności |
| ------------------------ | ----------------- | ---------------- | --------------- |
| 001                      | Ahome             | Los Mochis       | 388 344         |
| 002                      | Angostura         | Angostura        | 42 445          |
| 003                      | Badiraguato       | Badiraguato      | 32 295          |
| 004                      | Concordia         | Concordia        | 27 001          |
| 005                      | Cosalá            | Cosalá           | 17 813          |
| 006                      | Culiacán          | Culiacán         | 793 730         |
| 007                      | Choix             | Choix            | 31 763          |
| 008                      | Elota             | La Cruz          | 46 462          |
| 009                      | Escuinapa         | Escuinapa        | 49 655          |
| 010                      | El Fuerte         | El Fuerte        | 92 585          |
| 011                      | Guasave           | Guasave          | 270 260         |
| 012                      | Mazatlán          | Mazatlán         | 403 888         |
| 013                      | Mocorito          | Mocorito         | 44 217          |
| 014                      | Rosario           | Rosario          | 47 394          |
| 015                      | Salvador Alvarado | Guamúchil        | 76 537          |
| 016                      | San Ignacio       | San Ignacio      | 23 355          |
| 017                      | Sinaloa           | Sinaloa de Leyva | 85 017          |
| 018                      | Navolato          | Navolato         | 135 681         |
| Stan SINALOA             |                   |                  | 2 608 442       |